# Almati
Almati (kazaško Алматы, Almaty; rusko Алматы, prej znano kot Alma-Ata (rusko Алма-Ата ) je največje mesto v Kazahstanu z več kot dvema milijonoma prebivalcev. Bil je glavno mesto Kazahstana od leta 1929 do 1936, medtem ko je bila država avtonomna republika Sovjetske zveze, nato od leta 1936 do 1991 sindikalna republika in končno od leta 1991 neodvisna država. Leta 1997 je vlada prestolnico preselila v Akmolo (danes Astana).
Almati je še vedno glavno trgovsko, finančno in kulturno središče Kazahstana, pa tudi njegovo najbolj naseljeno in najbolj svetovljansko mesto. Mesto leži v goratem območju južnega Kazahstana blizu meje s Kirgizistanom v vznožju Trans-Ili Alatau na nadmorski višini 700–900 m, kjer se reki Velika in Mala Almatinka izlivata v na planoto. Mesto, tako kot Astana in Šimkent, ne pripada nobeni regiji in je uradno »mesto republiškega pomena«.
Mesto je od novembra 2017 del Unescove mreže kreativnih mest na področju glasbe.

## Status
Od leta 1929 do 1936 je bilo mesto, takrat znano kot Alma-Ata, glavno mesto Kazaške ASSR. Od leta 1936 do 1991 je bila Alma-Ata glavno mesto Kazahstanske SSR. Ko je Kazahstan leta 1991 postal neodvisen, se je mesto leta 1993 preimenovalo v Almaty in je bilo glavno mesto do leta 1997, ko je bilo glavno mesto premaknjeno v Akmolo (preimenovano v Astana leta 1998, Nur-Sultan leta 2019 in ponovno Astana leta 2022). Od takrat se Almati imenuje 'južna prestolnica' Kazahstana.
Almati ostaja največje, najbolj razvito ter etnično in kulturno najbolj raznoliko mesto v Kazahstanu. Zaradi razvoja s strani Sovjetske zveze in selitve delavcev in industrije iz evropskih območij Sovjetske zveze med drugo svetovno vojno ima mesto velik delež etničnih Rusov in Ujgurov. Mesto leži ob vznožju Trans-Ili Alatau (ali Zailijski Alatau) na skrajnem jugovzhodu.
Ima razmeroma milo podnebje s toplimi in suhimi poletji ter precej mrzlimi zimami. Ker je mesto na tektonsko aktivnem območju, obstaja endemična nevarnost potresov. Čeprav večina potresov ne povzroči večje škode, je Almati utrpel nekaj velikih uničujočih potresov.

## Etimologija
Ime Almati ima svoje korenine v srednjeveškem naselju Almatau, ki je obstajalo v bližini današnjega mesta. Sporna teorija pravi, da ime izhaja iz kazahstanske besede za 'jabolko' (алма) in se pogosto prevaja kot 'polno jabolk'. Prvotno je bilo Almatau, kar pomeni Jabolčna gora.
Med divjimi jabolki v regiji, ki obdaja Almati, je velika genska raznolikost; regija zahodno od gorovja Tjanšan naj bi bila pradomovina jabolka. Divji Malus sieversii velja za verjetnega kandidata za prednika sodobnega domačega jabolka.

## Zgodovina

### Prazgodovinski Almaty
Med 1000–900 pr. n. št. v bronasti dobi so prvi kmetje in živinorejci ustanovili naselja na ozemlju Almatija. V obdobju Saka (od leta 700 pr. n. št. do začetka krščanskega obdobja) so ta ozemlja zasedla plemena Saka in pozneje Vusun, ki so naseljevala ozemlje severno od gorovja Tjanšan z dokazi o teh časih, ki jih najdemo v številnih pokopnih gomilah (tumuli) in starodavne naselbine, zlasti velikanske grobne gomile sakških vladarjev. Najbolj znane arheološke najdbe so bile Zlati mož, znan tudi kot Zlati bojevnik, iz Kurgan Issyk; zaklad Zhalauly, diadem Kargaly in umetniški bron Zhetysu (kotli, svetilke in oltarji). V obdobju vladavine Saka in Vusun je Almati postal zgodnje izobraževalno središče.

### 15.–18. stoletja
V 15.–18. stoletju je mesto propadalo, saj so se trgovske dejavnosti na tem delu svilne poti zmanjševale. Evropski narodi so opravljali več čezmorske trgovine z ladjami. To obdobje je bilo eno ključnih etničnih in političnih preobrazb.
Dzungarji so vdrli in nekaj časa prevladovali nad Kazahstanci. Kazahstanci so se borili za zaščito svoje zemlje in ohranitev neodvisnosti. Leta 1730 so Kazahstanci premagali Dzungarje v gorovju Anirakaj, 70 kilometrov severozahodno od Almatija. Višja kazaška horda (Uli Džuz) je imela jurisdikcijo nad regijo. V 18. stoletju sta bila mesto in regija približno blizu meje Kokandskega kanata. Nato je bil v 1850-ih prevzet kot del Ruskega imperija.

### Ustanovitev trdnjave Verny
Za obrambo svojega imperija je Rusija zgradila trdnjavo Verny v bližini gorovja Trans-Ili Alatau med rekama Bolšaja in Male Almatinka. Gradnja se je začela 4. februarja 1854 in je bila skoraj dokončana do jeseni istega leta. Utrdba je bila lesena palisada, oblikovana kot peterokotnik, z eno stranjo, zgrajeno vzdolž Male Almatinke. Kasneje so leseno ograjo nadomestili z opečnim zidom z strelnimi odprtinami. Glavni objekti so bili postavljeni okoli velikega trga za urjenje in parado.
Leta 1867 je bila trdnjava Verniy razvita kot mesto z imenom Almatinsk; mesto se je kmalu vrnilo v ime Verny.
28. maja 1887 ob 4. uri zjutraj je potres v 11–12 minutah skoraj popolnoma uničil Verny.
Do leta 1906 je prebivalstvo mesta naraslo na 27.000, od tega dve tretjini Rusov in Ukrajincev.
3. januarja 1911 je bilo mesto skoraj popolnoma uničeno z več kot 770 opečnatimi stavbami, ki so se zrušile zaradi potresa v Kebinu leta 1911.

### Sovjetska doba
Leta 1918 po ruski revoluciji in vzpostavitvi boljševiške vlade je bila v Vernem vzpostavljena sovjetska oblast. Mesto in regija sta postala del Turkestanske avtonomne sovjetske socialistične republike (RSFSR). 5. februarja 1921 je bil Verny preimenovan v Alma-Ata, eno od starodavnih imen mesta, s skupnim posvetovanjem regionalnih vladnih predstavnikov, poklicnih trgovskih združenj in lokalnih verskih skupin.
Leta 1926 je Svet za delo in obrambo odobril gradnjo železnice Turkestan–Sibirija, ki je bila ključni element prihodnje rasti Kazahstana, zlasti na vzhodu in jugovzhodu regije. Gradnja železnice Turkestan–Sibirija je imela tudi odločilen gospodarski vpliv, ki je močno vplival na usodo Alma-Ate kot glavnega mesta Kazahstanske ASSR. Leta 1930 je bila dokončana gradnja ceste in železnice do Alma-Ate.
29. aprila 1927 se je vlada odločila prenesti glavno mesto Kazaške avtonomne sovjetske socialistične republike iz Kyzyl-Orda v Alma-Ato, znotraj RFSFR. To je privabilo več trgovine in ljudi, ki so sodelovali z vlado, kar je spodbudilo intenziven razvoj v mestu.
31. januarja 1928 je Leva Trockega, voditelja oktobrske revolucije leta 1917, skupaj z ženo Natalijo Sedovo in sinom Levom Sedovom, izgnal v Alma-Ato Josif Stalin, takratni vodja Vsezvezne komunistične partije (boljševikov) v Moskvi. Trocki je bil februarja 1929 izgnan iz Alma-Ate v Turčijo in odšel v izgnanstvo v Ciudad de México.
Letališče Alma-Ata je bilo odprto leta 1930 in je omogočilo neposredno povezavo Alma-Ate z Moskvo, središčem sovjetske vlade. Alma-Ata je postala glavna vstopna točka po zraku v Kazahstan, status, ki ga ohranja še danes. Preoblikovanje tega majhnega mesta v glavno mesto Kazahstanske SSR je pospešila obsežna gradnja novih upravnih in državnih objektov ter stanovanj. Velika čistka 1936–38 se je razširila na Kazahstan, kjer so bili ubiti številni intelektualci, aktivisti, voditelji, učitelji in drugi. Sovjetska vlada je prevladovala nad prebivalstvom. V 1930-ih so kazahstanski nomadi zaradi prekinitve njihovih tradicionalnih življenjskih vzorcev stradali.
Leta 1936 je Urad za arhitekturo in načrtovanje razvil načrt za izboljšanje Alma-Ate kot nove kulturne prestolnice Kazahstanske SSR. Načrt je temeljil na obstoječem pravokotnem sistemu revirjev. Treba jih je utrditi in rekonstruirati.

#### Druga svetovna vojna
Med drugo svetovno vojno je vlada dramatično prizadela prebivalstvo in strukture mesta. Da bi bolje organizirala domovino in koncentrirala industrijske in materialne vire, je vlada evakuirala 26.000 ljudi in številne industrije z evropskega bojišča. Alma-Ata je gostila več kot 30 industrijskih objektov, odstranjenih iz evropskega dela ZSSR, osem evakuiranih bolnišnic, 15 inštitutov, univerz in tehničnih šol; in okrog 20 kulturnih ustanov. V tem času so bila v Alma-Ato preseljena tudi filmska podjetja iz Leningrada, Kijeva in Moskve.[28] To je pripeljalo toliko etničnih Rusov, da so Kazahstanci postali manjšina v regiji.

#### Industrializacija
V letih 1941–1945 se je industrijski potencial mesta močno povečal. V povojnih letih se je razvoj povečal. Prebivalstvo mesta je naraslo s 104.000 leta 1919 na 365.000 leta 1968. Do leta 1967 je imelo mesto 145 podjetij, od katerih je bila večina lahke in prehrambene industrije.
Glavne industrije v Alma-Ati so bile: predelava hrane (36% bruto industrijske proizvodnje), ki je temeljila predvsem na lokalnih surovinah sadja in zelenjave, lahka industrija (31%) in težka industrija (33%). Glavni proizvodi regije so bili:
- Živila: meso, moka in žita (tovarna testenin), mleko, vina, konzervirano sadje, tobak, slaščice, alkoholne pijače, pivo, kvas in čaj (embalaža)
- Lahka industrija: tekstil, krzno, pletenje, preproge, obutev, oblačila, tiskarstvo in Almaty bombažni kombinat.
- Težka industrija: elektrotehnika, livarstvo, popravilo avtomobilov, popravilo ležajev, gradbeni materiali, obdelava lesa, betonske konstrukcije in konstrukcijski elementi ter stanovanjska gradnja.

#### Urbani razvoj
Od leta 1966 do 1971 je bilo zgrajenih 1.400.000 kvadratnih metrov javnih in zadružnih stanovanj. Letno se je gradilo okoli 300.000 kvadratnih metrov stanovanj. Večina stavb, zgrajenih v tem času, je bila potresno varnih večnadstropnih stavb. Sovjetska vlada je poskušala diverzificirati arhitekturne oblike, da bi ustvarila bolj raznoliko mestno podobo. V tem obdobju je bilo zgrajenih veliko šol, bolnišnic, kulturnih in zabavnih objektov, vključno z Leninovo palačo, hotelom Kazahstan in športnim kompleksom Medeo.
Nadzvočno transportno letalo Tupoljev Tu-144 je začelo obratovati 26. decembra 1975 in je prevažalo pošto in tovor med Moskvo in Alma-Ato v pripravah na potniški promet; ti so se začeli novembra 1977. Aeroflotov let 1. junija 1978 je bil 55. in zadnji redni potniški let Tu-144.
Alma-Ata je leta 1978 gostila mednarodno konferenco o primarni zdravstveni oskrbi. Sprejeta je bila deklaracija iz Alma Ate, ki je zaznamovala spremembo paradigme v svetovnem javnem zdravju.
16. decembra 1986 je na Trgu Brežnjeva (sedaj Trg republike) prišlo do nemirov Jeltoqsan kot odgovor na to, da je generalni sekretar Mihail Gorbačov odstavil Dinmuhameda Kunajeva.
7. septembra 1988 se je začela gradnja podzemne železnice Almaty Metro; podzemna železnica je bila odprta 1. decembra 2011 po 23 letih.

### Po osamosvojitvi
Kazahstan je svojo neodvisnost od Sovjetske zveze razglasil 16. decembra 1991 (dan neodvisnosti Kazahstana), leto kasneje, 28. januarja 1993, pa je vlada preimenovala mesto iz ruskega Alma-Ata v kazahstansko ime Almati.
Leta 1997 je predsednik Republike Kazahstan Nursultan Nazarbajev odobril odlok o prenosu prestolnice iz Almatija v Astano na severu države. 1. julija 1998 je bil sprejet zakon o vzpostavitvi posebnega statusa Almatija kot znanstvenega, kulturnega, zgodovinskega, finančnega in industrijskega središča.
Novi generalni načrt Almatija za leto 2030 je bil objavljen leta 1998. Njegov namen je ustvariti ekološko varne, varne in socialno udobne življenjske pogoje v mestu. Glavni cilj je promovirati podobo Almatija kot mesta vrtov.
Predlaga nadaljnjo gradnjo večnadstropnih in enostanovanjskih stavb, reorganizacijo industrijskih okrožij ali ozemelj, izboljšanje prometne infrastrukture in razširitev podzemne železnice Almati. Prva linija podzemne železnice Almati je bila odprta 1. decembra 2011, dva tedna pred predvidenim rokom. Podaljšanje proge do Qalqamana je bilo odprto leta 2015.

Kljub temu je Almati razvil velik problem z onesnaženostjo zraka. Že leta 1995 so emisije trdnih delcev, takrat večinoma iz mestne termoelektrarne, za več kot 20-krat presegle kazahstanske in evropske standarde. Leta 2008 je bil Almati uvrščen na 9. mesto najbolj onesnaženih mest na svetu. Študija iz leta 2013 je avtomobile opredelila kot glavni vir onesnaževanja in ugotovila, da se je od leta 2003 in 2013 obolevnost povečala za faktor 1,5 in da je mesto na prvem mestu v republiki glede bolezni dihal, endokrinega sistema in krvi, raka in bronhialne astme, čeprav ni večjih industrijskih objektov.[36] Leta 2017 je bil uveden neodvisen lokalni sistem za spremljanje kakovosti zraka z mobilno aplikacijo.
Območje mesta se je v zadnjih letih razširilo s priključitvijo primestnih naselij Kalkaman, Kok Tobe, okrožje Gorniy Gigant. Številni stanovanjski bloki in pisarniški nebotičniki so spremenili podobo mesta, ki je pozidano v gore. Skvoterska naselja, kot je Šanirak, so se kljub tem razvojnim načrtom uprla deložaciji.
Almati je bil julija 2016 prizorišče razvpitega terorističnega napada, ko je džihadist Ruslan Kulikbajev v streljanju in lovu z avtomobili ubil osem policistov in dva civilista. Kulikbajev je bil med streljanjem ranjen in kasneje zaradi napada obsojen na smrt.
Marca 2020 so v mestu poročali o prvih primerih COVID-19. Kmalu se je Almati spremenil, saj je pandemija vodila mesto v spremenjeno vedenje. Vlada je uvedla zaprtje večine ustanov.
Januarja 2022 so Almati zajeli nemiri kot del nacionalne politične krize.

## Geografija
Almati je v jugovzhodnem Kazahstanu, skoraj 1000 km od glavnega mesta Astana. Glavno mesto Kirgizistana Biškek je 190 km zahodno, medtem ko je Urumči na Kitajskem skoraj 1000 km vzhodno.
Regija je tudi dom gorske planote Minjilki, dvignjene ravnine, ki je ob izviru reke Mala Almaatinka na nadmorski višini 3000 metrov.

### Podnebje
Almati ima vlažno celinsko podnebje (Köppnova podnebna klasifikacija Dfa) z vročimi poletji in mrzlimi zimami. Zanj je značilen vpliv gorsko-dolinskega kroženja. To je še posebej očitno v severnem delu mesta, ki je neposredno na prehodu gorskih pobočij v ravnine.
Povprečna letna temperatura zraka je enaka 10 °C, najhladnejši mesec je januar, −4,7 °C (povprečno), najtoplejši mesec (julij) 23,8 °C (v povprečju). V povprečnih letih se zmrzal začne približno 14. oktobra in konča približno 18. aprila, s trajnim ekstremnim mrazom od približno 19. decembra do približno 23. februarja, kar je obdobje približno 67 dni. Vreme s temperaturo nad 30 °C je povprečno približno 36 dni na leto. V središču Almatija, tako kot v vsakem velikem mestu, obstaja "toplotni otok" – povprečni dnevni temperaturni kontrast med severnim in južnim predmestjem mesta je 3,8 % v najhladnejših dneh in 2,2 % v najbolj vročih petih dneh. Zato se zmrzal v središču mesta začne približno 7 dni pozneje in konča 3 dni prej kot v severnem predmestju. Letna količina padavin je približno 650 do 700 mm. April in maj sta najbolj vlažna meseca, v katerih pade približno tretjina letne količine padavin v mestu.
Nič nenavadnega ni videti sneg ali mraz, ki bo Almati prizadel šele konec maja. Na primer, v zadnjih četrt stoletja so bile takšne snežne padavine zabeležene 13. maja 1985, 1. maja 1989, 5. maja 1993 in 18. maja 1998. Rekordno zadnje sneženje v Almatiju je bilo 17. junija 1987.
| Podnebni podatki za Almati      | Podnebni podatki za Almati | Podnebni podatki za Almati | Podnebni podatki za Almati | Podnebni podatki za Almati | Podnebni podatki za Almati | Podnebni podatki za Almati | Podnebni podatki za Almati | Podnebni podatki za Almati | Podnebni podatki za Almati | Podnebni podatki za Almati | Podnebni podatki za Almati | Podnebni podatki za Almati | Podnebni podatki za Almati |
| Mesec                           | Jan                        | Feb                        | Mar                        | Apr                        | Maj                        | Jun                        | Jul                        | Avg                        | Sep                        | Okt                        | Nov                        | Dec                        | Letno                      |
| ------------------------------- | -------------------------- | -------------------------- | -------------------------- | -------------------------- | -------------------------- | -------------------------- | -------------------------- | -------------------------- | -------------------------- | -------------------------- | -------------------------- | -------------------------- | -------------------------- |
| Rekordno visoka temperatura °C  | 18.2                       | 21.9                       | 28.0                       | 31.8                       | 35.8                       | 37.7                       | 43.4                       | 39.7                       | 38.1                       | 32.1                       | 26.5                       | 19.2                       | 43.4                       |
| Povprečna visoka temperatura °C | 0.6                        | 2.0                        | 8.7                        | 17.4                       | 22.6                       | 27.5                       | 30.2                       | 29.4                       | 24.5                       | 16.4                       | 8.1                        | 2.3                        | 15.8                       |
| Povprečna dnevna temperatura °C | −3.9                       | −2.6                       | 3.8                        | 11.7                       | 16.8                       | 21.5                       | 24.2                       | 23.1                       | 18.0                       | 10.5                       | 3.3                        | −2.0                       | 10.4                       |
| Povprečna nizka temperatura °C  | −8.4                       | −7.2                       | −1.2                       | 5.9                        | 11.0                       | 15.5                       | 18.1                       | 16.8                       | 11.5                       | 4.6                        | −1.5                       | −6.4                       | 4.9                        |
| Rekordno nizka temperatura °C   | −23.3                      | −25.8                      | −19.8                      | −10.9                      | −3.9                       | 2.3                        | 8.3                        | 4.8                        | −0.7                       | −11.9                      | −23.8                      | −26.1                      | −26.1                      |
| Povprečna količina padavin mm   | 34.2                       | 41.7                       | 74.4                       | 106.7                      | 107.8                      | 59.5                       | 46.9                       | 30.2                       | 25.1                       | 56.8                       | 57.9                       | 43.5                       | 684.7                      |
| Vir: Климат и погода в Алма-Аты |                            |                            |                            |                            |                            |                            |                            |                            |                            |                            |                            |                            |                            |

### Upravne enote
Obstaja 8 uradnih mestnih okrožij Almatija:
    Alatau

    Almaly

    Auezov

    Bostandyk

    Jetysu

    Medeu

    Nauryzbay

    Turksib

### Seizmična aktivnost na ozemlju Kazahstana
Industrijsko razvita in gosto poseljena območja na jugu in jugovzhodu Kazahstana so v območjih, kjer so največje magnitude pričakovanih potresov od 6,0 do 8,3 (intenziteta I0=8–10).
Južno seizmično aktivno območje Kazahstana je del grebenskega sistema Severni Tjanšan. Glavno mesto Almati je v bližini gorske baze Zailiski Alatau. V pisani zgodovini pred poznim 19. stoletjem so znani trije katastrofalni potresi, ki so se tam zgodili. Sledijo datumi dogodkov in izvlečki iz zgodovinskih kronik tega časa:
- 1770, "... vas Belovodka je bila pokopana";
- 1807, "v Almatiju se je zgodila grozljiva katastrofa";
- 1865, Močan potres.

V zadnjih 125 letih so se tu zgodili še trije močni uničujoči potresi, katerih središča niso bila oddaljena več kot 20–130 kilometrov od trenutne lokacije mesta. Njihove magnitude so bile 9 in 11 na lestvici MSK – 64, njihova središča pa so se nahajala znotraj 100 kilometrov. Središča so bila v južni in jugovzhodni smeri:
- (1887 l., K=17,14) Vernenskoe
- (1889 l., K=19,12) Čilik
- (1911 l., K=18,76) Keminskoe

K – označuje energijo potresa.
V vsakem od teh potresov je mesto utrpelo veliko uničenje.

## Kultura
Almati v veliki meri velja za srce in dušo kazahstanske klasične in popularne kulture. Regija Almati in samo mesto imata poseben značaj in tempo v primerjavi z drugimi regijami in mesti v Kazahstanu. Sodobni Almati ima bolj evropski značaj zaradi več kavarn in restavracij s sedeži na prostem in javnih zelenih površin. Je zgodovinska in sodobna prestolnica intelektualizma v Kazahstanu, kar je posledica lege  vzdolž starodavne svilne poti in ker je bilo veliko ruskih intelektualcev izgnanih v regijo. Kazahstansko državno operno in baletno gledališče Abai je zasidralo mestno gledališko sceno od leta 1934 in je bilo ustanovljeno okoli skupnosti lokalnih uprizoritvenih umetnikov. Državni muzej umetnosti Kastejev je bil ustanovljen leta 1935, je največji muzej v Kazahstanu in ima največjo zbirko umetniških del kazahstanskih klasičnih in sodobnih umetnikov. Divje jabolko Malus siversii je splošno sprejeto, da se je prvič pojavilo na območju Almatija in je pomembno vključeno v kulturo Almatija.

### Muzeji
Pomemben prispevek k preučevanju zgodovine kulture, etnografije južnih Kazahov v poznem 19. in 20. stoletju so naredili turkestanski znanstveniki in lokalni zgodovinarji, združeni okoli znanstvenih društev ter kulturnih in izobraževalnih ustanov Taškenta. Leta 1874 je bil iz zasebnih zbirk popotnikov, ki so obiskali Semirečje z znanstvenimi in regionalnimi nameni ter s pomočjo lokalne inteligence, najprej ustanovljen muzej v mestu Verni, ki je bil kasneje preoblikovan v vaški muzej Semirečje. Ta datum je dan ustanovitve prvega muzeja v Semirečju. Temelj Muzeja umetnosti A. Kasteeva je postavila Kazahstanska državna umetniška galerija po imenu T. G. Ševčenko, ustanovljen leta 1935. Njegove glavne naloge so bile zbiranje najboljših del kazahstanskih umetnikov in organiziranje njihovih ustvarjalnih poslovnih potovanj.
Leta 1936 sta muzeja v Moskvi in Leningradu (danes Sankt Peterburg) galeriji podarila precejšnje število slik, grafik, kipov in uporabne umetnosti. Do konca 1950-ih so skladi galerije šteli več kot 5000 eksponatov, vključno s slikami, reprodukcijami del predrevolucionarnih in sovjetskih umetnikov, zahodnoevropskih in vzhodnih mojstrov umetnosti. V 1970-ih in 1980-ih so bile zgrajene nove stavbe za obstoječe muzeje in odprti novi tematski muzeji: knjige, glasbil, arheologije ipd. Pomemben prispevek k razvoju muzejske dejavnosti je bilo odprtje Muzeja zgodovine Almatija, ki je ustvaril združenje muzejev v mestu Almati in državna ustanova Gylym Ordasy, ki je združila 4 muzeje, kar omogoča sistematizirati znanstveno delo.

## Mestna pokrajina
Leta 1854 je carska vlada na levem bregu reke Almaty zgradila vojaško utrdbo. Gradnjo sta nadzorovala major Peremišelski in inženir-poročnik Aleksandrovski. Do jeseni istega leta so bila gradbena dela končana. Z njihovim prihodom se je območje Almatija začelo hitro razvijati in v tem času je bilo zgrajenih nekaj pomembnih stavb, vključno z Malo stanico in Tatarsko slobodko. Hud potres leta 1887 je porušil 1798 zidanih hiš in ubil 322 ljudi. Po potresu so bile zgrajene številne pomembne stavbe, vključno z Hišo polkovnega vojaškega zbora (1908), cerkvijo Vnebohoda, Hišo javnega zbora in druge. Paul Gourdet, ki je zaslužen za večino urbane arhitekture Almatija tistega časa, je uporabil pristop k oblikovanju arhitekture ruskega preporoda, kar je razvidno iz nekaterih njegovih načrtov, vključno z medicinsko fakulteto, cerkvijo Voznesenskega, hišo trgovca Šahvorostova, nekdanjim Ženskim kolidžem, nekdanjo Mestno sirotišnico in številnimi drugimi stavbami. Andrei Zenkov je še en ugleden arhitekt in velik prispevek k nekaterim najbolj opaznim stavbam v Almatiju. Takrat je Zenkov vodil gradbene projekte regionalne vlade Semirečje.
Od leta 1966 do 1972 je bila večina stavb, zgrajenih v tem obdobju, potresno varnih večnadstropnih stanovanjskih blokov. V tem obdobju je bilo v postmodernističnem slogu zgrajenih veliko šol, bolnišnic, kulturnih in zabavnih objektov, vključno z Leninovo palačo (zdaj Palača republike, 1970), hotelom Kazahstan (1977) in Medeu (1971).

### Znamenitosti
- Cerkev sv. Sofije (Almati)
- Cerkev Vnebohoda je 56 m visoka potresno odporna stavba, ki sta jo zgradila arhitekt K. A. Borisoglebsky in inženir A. P. Zenkov leta 1907 iz modre smreke Tjanšan. Leta 1911 je prestala potres z močjo 10 stopnje. Stene cerkve je poslikal lokalni umetnik N. Khludov. V sovjetskem obdobju je bil v stavbi krajevni zgodovinski muzej. Maja 1995 je bila stavba prenesena na škofijo Almati in Semipalatinsk Ruske pravoslavne cerkve. Po dveh letih obnovitvenih del so se leta 1997 v cerkvi ponovno začela bogoslužja.

Po podatkih mestnega oddelka za naravne vire in upravljanje z uporabo virov je leta 2007 mesto imelo 125 fontan. Med njimi je fontana Orientalski koledar, katere 12 kiparskih figur predstavlja 12 živali kazahstanskega 12-letnega živalskega cikla (podobno kitajskemu dvojniku).
V Almatiju je zdaj več kot 120 fontan, od tega 61 v komunalni lasti. Fontane, skupaj z obsežno mrežo namakalnih jarkov, igrajo veliko vlogo v Alma-Ati - skupaj ustvarjajo en sam kompleks rezervoarjev in vodnih tokov mesta. Vsako leto konec pomladi mesto praznuje praznik 'Dan fontan', kjer se prvič po zimi prižgejo vse mestne fontane. Leta 2006 so na jezeru Sajran odprli nov vodnjak. Pred tem je iz tega jezera bruhal najvišji vodnjak v Skupnosti neodvisnih držav (CIS) - tok vode s premerom 10 cm je dosegel višino 50 metrov. Fontana je od leta 2008 zaprta.
- Fontana v Parku prvega predsednika
- Vodnjak Zodiak
- Nedelka Prospekt
- Vodnjak na trgu Abai
- Vzhodni vodnjak

## Pobratena mesta
Almati je pobraten z:
- Aleksandrija, Egipt[35]
- Biškek, Kirgizistan[36]
- Daegu, Južna Koreja
- Carigrad, Turčija
- Džida, Saudova Arabija
- Malatja, Turčija[37]
- Modena, Italy[38]
- Mogadiš, Somalija[39]
- Moskva, Rusija
- Rennes, Francija
- Riga, Latvija
- Rosario, Argentina[40]
- Sankt Peterburg, Rusija
- Taškent, Uzbekistan
- Tel Aviv, Izrael
- Tucson, Arizona, ZDA
- Urumči, Kitajska
- Muş, Turčija
- Vilna, Litva